# 松任総合運動公園
松任総合運動公園（まっとうそうごううんどうこうえん）は、石川県白山市にある運動公園である。

## 概要
スポーツ、レクリエーションの拠点として1985年（昭和60年）7月1日にオープンした。屋内外のスポーツ施設が揃う、文字通りの総合運動公園である。施設により完成時期が異なり、体育館は1989年（平成元年）7月、陸上競技場は1993年（平成5年）8月、屋内運動場は1994年（平成6年）3月にそれぞれオープンしている。2010年（平成22年）度の利用者数は、体育館が15万人超、公園全体で35万人を超える。

## 施設

### 主要施設
- 体育館
  - 竣工 - 1989年（平成元年）7月
  - 階数 - 2階
- 第1競技場（メインアリーナ）
  - 面積 - 1,800m2（45m×40m）
  - 利用可能数 - バレーボール 3面、バスケットボール 2面、バドミントン 8面など
  - 観客席数 - 2階固定席 1,200席
- 第2競技場（サブアリーナ）
  - 面積 - 500m2（29m×17m）
  - 利用可能数 - バレーボール 1面、バドミントン 3面など
- ランニングデッキ - 1周200m
- 軽運動室
- 集会室

### 主な大会・イベント
1991年（平成3年）に開かれた石川国体ではフェンシングの会場となった。
JBL2の石川ブルースパークス、VチャレンジリーグのPFUブルーキャッツがホームゲームを開催している。

### 松任総合運動公園陸上競技場
1993年（平成5年）8月にオープンした。
- 日本陸上競技連盟第2種公認
- トラック：400m×8レーン
- フィールド：105m×70m
- 収容人数：5,100人

### その他
- グラウンド
- 柔・剣道場
- 室内水泳プール
- 屋外水泳プール
- テニスコート
- 屋内運動場
- ウォーキングコース（健康の道）
- 庭園、芝生広場
- 茶室「安楽庵」

## ギャラリー

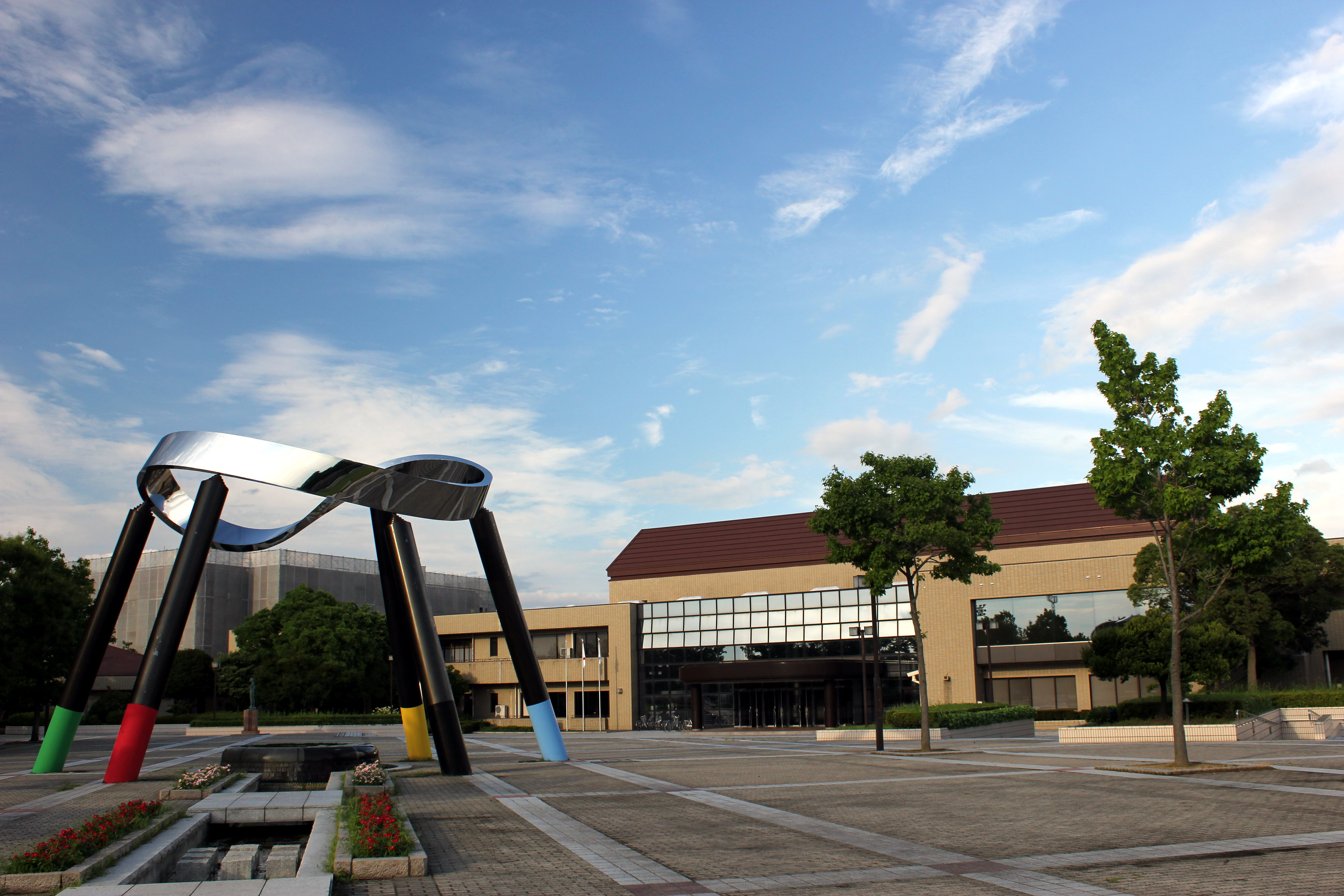
体育館
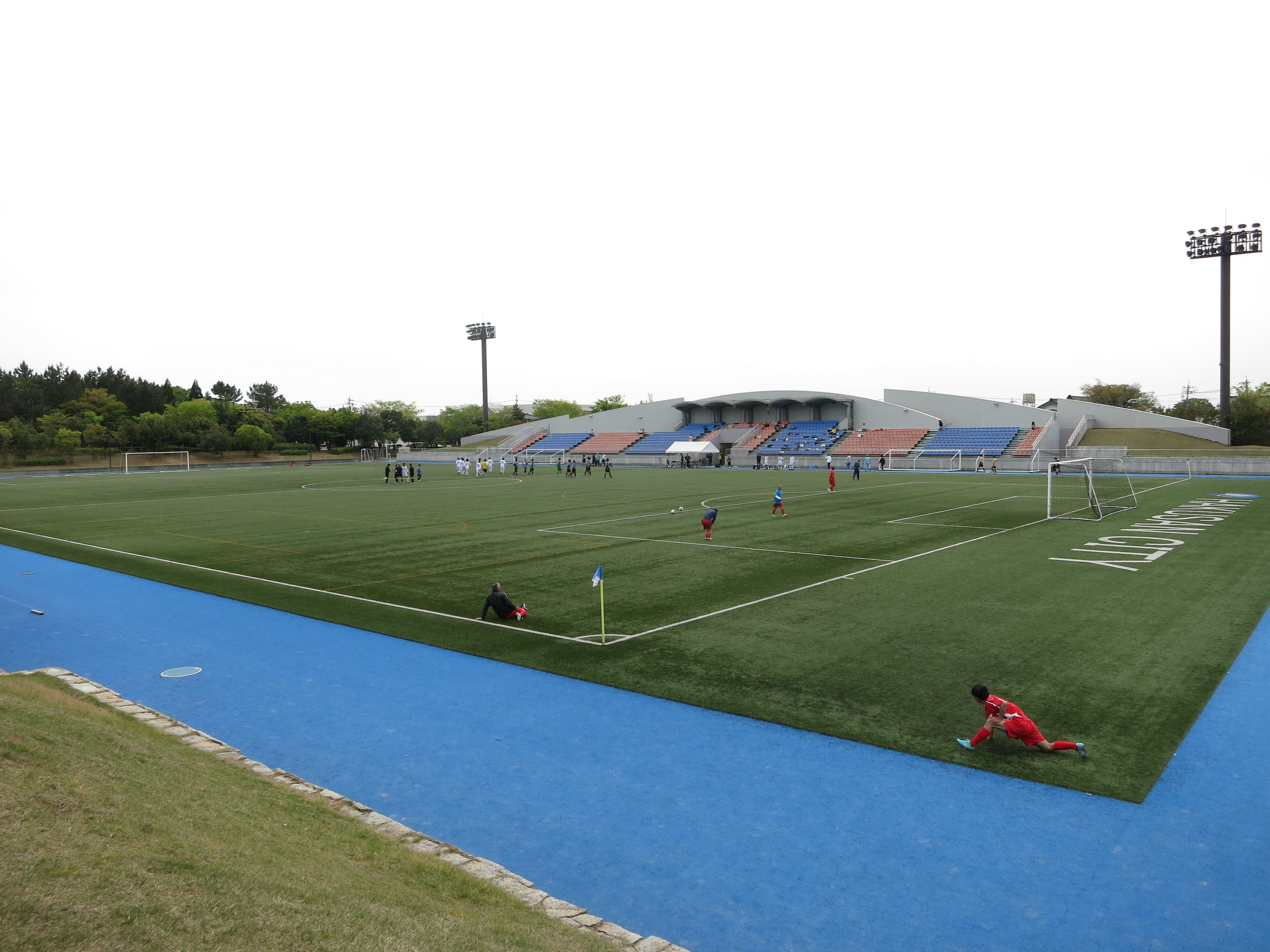
球技場
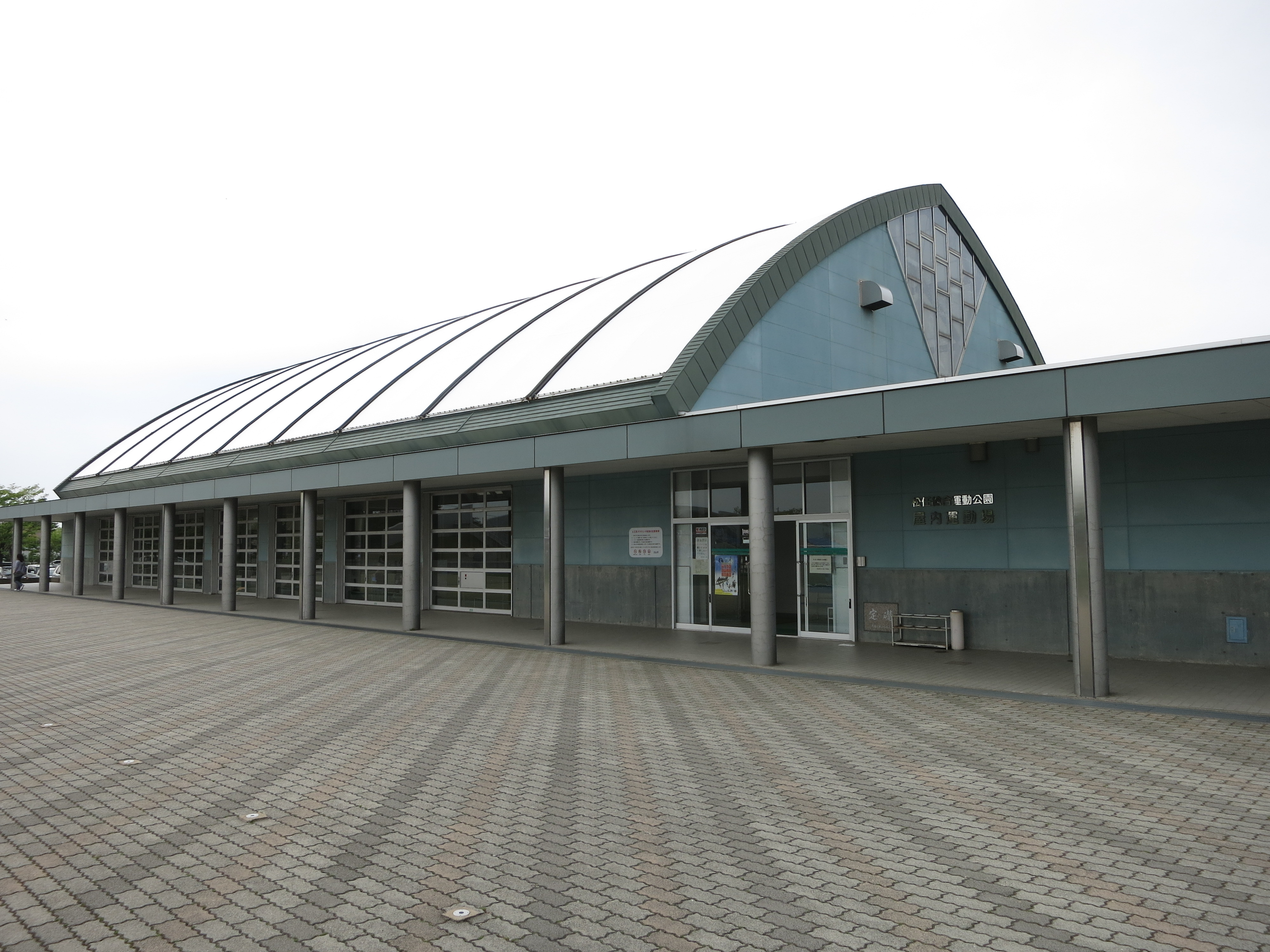
屋内運動場
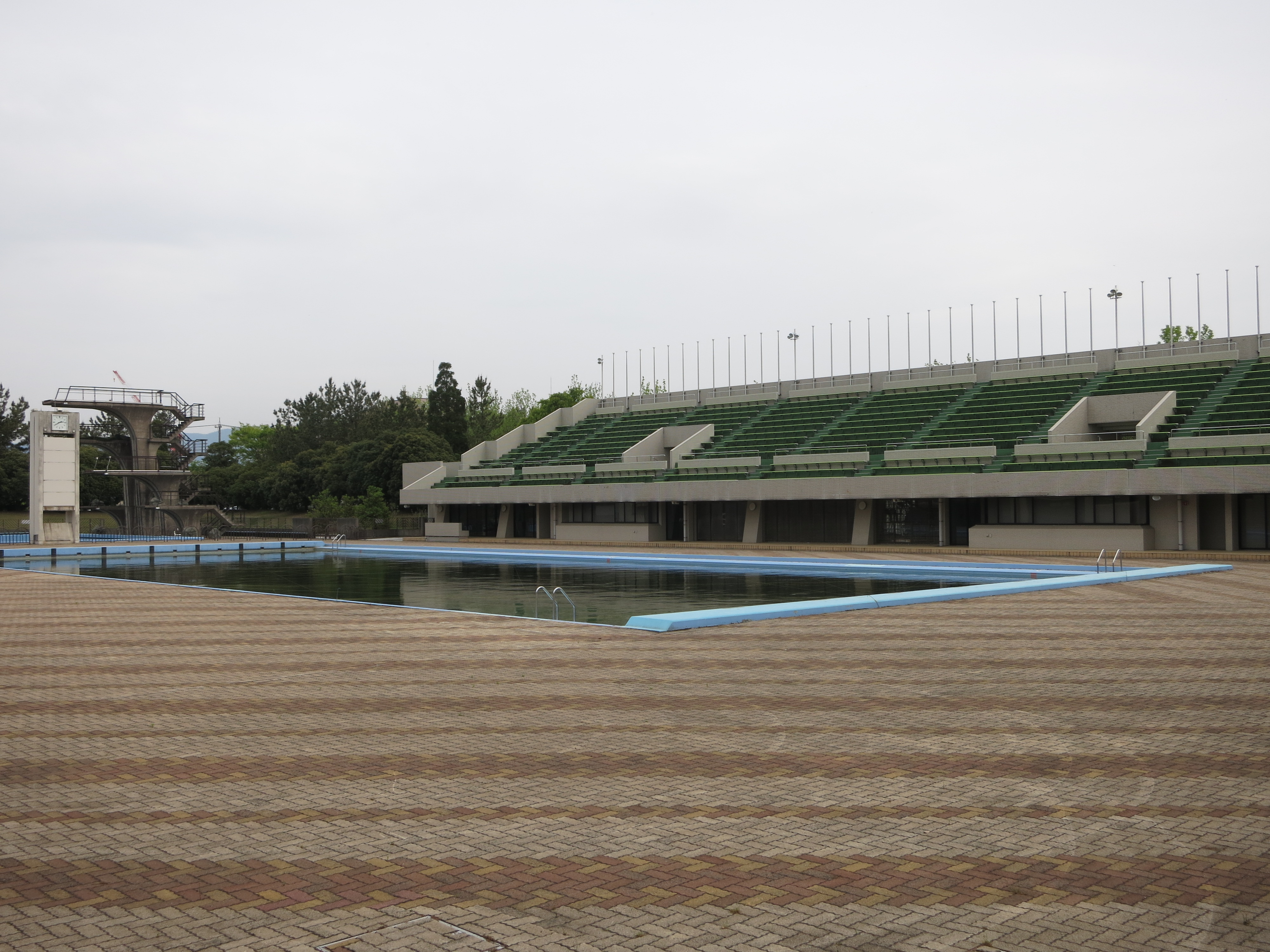
屋外水泳プール
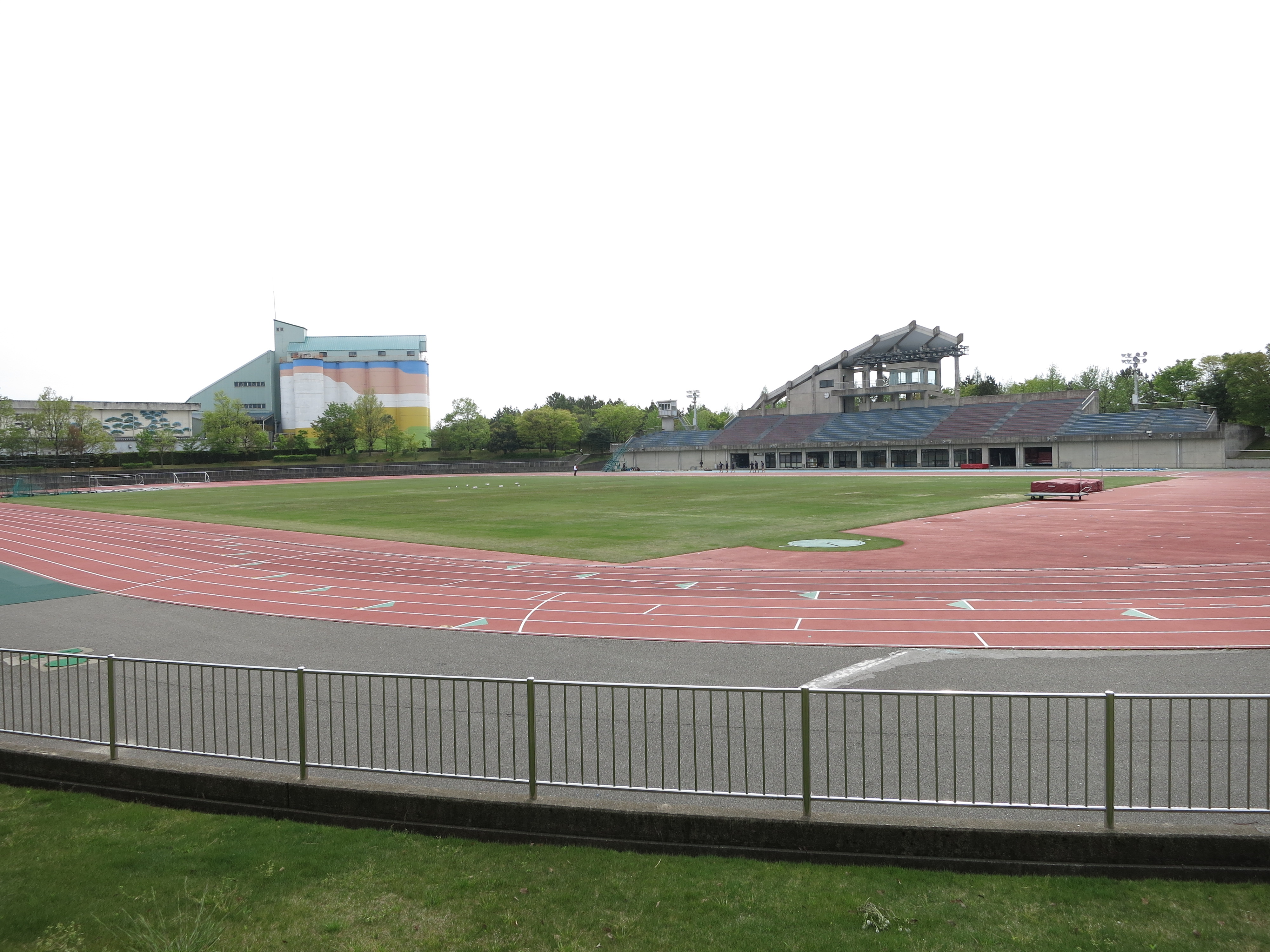
陸上競技場
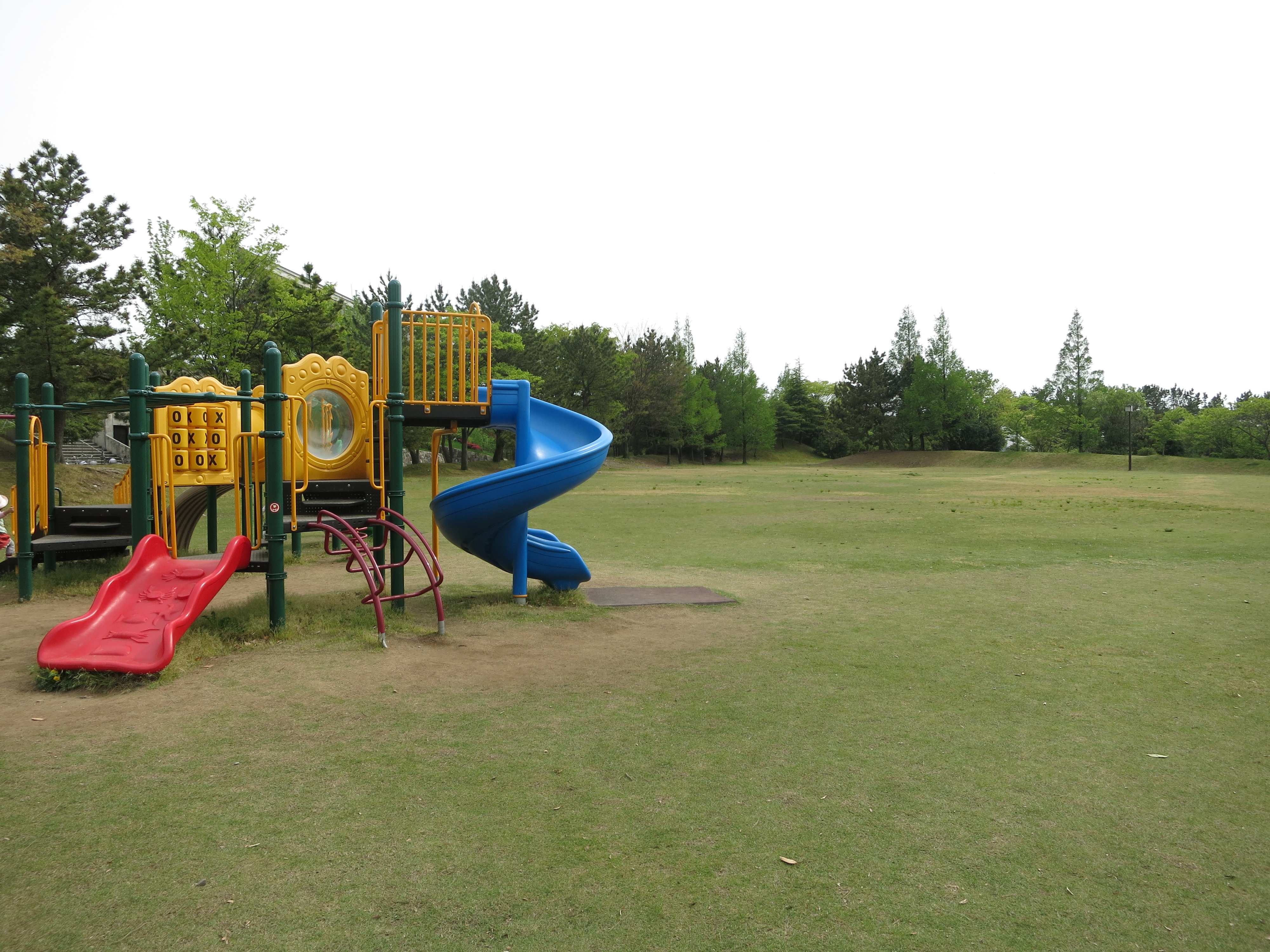
フェスティバルローン

## 交通アクセス
- IRいしかわ鉄道線 松任駅から路線バスに乗車、「市役所前」停留所または「総合運動公園東口」停留所下車。